# Круглово (Лотошинский район)
Кругло́во — деревня в Лотошинском районе Московской области России.
Относится к Ошейкинскому сельскому поселению, до реформы 2006 года относилась к Кировскому сельскому округу. По данным Всероссийской переписи 2010 года численность постоянного населения деревни составила 45 человек (39 мужчин, 6 женщин).

## География
Расположена примерно в 7 км к северо-востоку от районного центра — посёлка городского типа Лотошино, рядом с ответвлением автодороги Р107 Клин — Лотошино, на берегу озера Круглого (отсюда название) — истока реки Озёрни, впадающей в Ламу. Ближайшие населённые пункты — деревни Гаврилово, Теребетово и село Званово. Рядом протекает река Лобь.

## Исторические сведения
На плане Генерального межевания XVIII века — деревня Круглая, расположенная при озере Круглое.
До 1919 года входила в состав Ошейкинской волости Волоколамского уезда Московской губернии, затем была передана в Лотошинскую волость.
По сведениям 1859 года в деревне было 14 дворов, проживал 121 человек (62 мужчины и 59 женщин), по данным на 1890 год число душ деревни — 62.
По материалам Всесоюзной переписи населения 1926 года проживало 268 человек (118 мужчин, 150 женщин), насчитывалось 46 хозяйств, имелась школа.
На северной окраине Круглово находится братская могила советских воинов, погибших в бою у деревни в 1942 году, во время Великой Отечественной войны 1941—1945 гг.
В 1954—1979 годах — центр Кругловского сельсовета.

## Население
| 1852 | 1859 | 1926 | 2002 | 2006 | 2010 |
| ---- | ---- | ---- | ---- | ---- | ---- |
| 150  | ↘121 | ↗268 | ↘49  | ↗60  | ↘45  |